# Nat på museet 2
 Nat på museet 2 (originaltitel Night at the Museum 2: Battle of the Smithsonian) er en amerikansk komediefilm fra 2009 og fortsættelsen til komediefilmen Nat på museet. I filmen medvirker Ben Stiller, Amy Adams, Hank Azaria, Bill Hader, Robin Williams, Owen Wilson, Steve Coogan, Alain Chabat, og Christopher Guest, samt adskillige stemmecameo og optrædener fra figurerne fra den første film. Filmen er instrueret af Shawn Levy og blev udgivet i biograferne 20. maj 2009 i Danmark.

## Handling
Larry Daley (Ben Stiller) er nu ejer af Dayleys Dimser (Daley Devices), et selskab han stiftede for at udgive sine opfindelser. Disse opfindelser, her i blandt den selvlysende lommelygte, blev skabt fra hans erfaringer som tidligere nattevagt på American Museum of Natural History. Han finder ud af museet er lukket, da det skal moderniseres, og genstandene skal opmagasineres på Smithsonian Institution i Washington.
Han tager derfor til Washington – og så er han atter tilbage i museets eventyrlige verden. Så snart at solen er gået ned, vækkes museet til live. De transporterede objekter, bl.a. cowboyen Jedediah (Owen Wilson), romergeneralen Octavius (Steve Coogan) kommer i stridigheder med den onde Farao Kahmunrah, der går efter at blive universets hersker med hjælp fra Al Capone (Jon Bernthal), Ivan den Grusomme (Christopher Guest) og Napoleon Bonaparte (Alain Chabat), og det er op til Larry at ordne det store kaos, med en voksmodel af Amelia Earhart (Amy Adams).

## Medvirkende
- Ben Stiller som Lawrence "Larry" Daley
- Amy Adams som Amelia Earhart/Museum Patron
- Robin Williams som Theodore Roosevelt
- Owen Wilson som Jedediah Smith
- Steve Coogan som Octavius Gaius
- Ricky Gervais som Dr. McPhee
- Rami Malek as Ahkmenrah
- Brad Garrett som stemmen af Påskeø hovedet
- Jake Cherry som Nicholas "Nicky" Daley
- Patrick Gallagher as Hunnen Attila
- Mizuo Peck as Sacagawea
- Hank Azaria as Kah Mun Rah/T/Abraham Lincoln
- Bill Hader som Gen. George Armstrong Custer
- Alain Chabat as Napoleon Bonaparte
- Christopher Guest as Ivan den Grusomme
- Jon Bernthal as Al Capone
- Eugene Levy as Albert Einstein Bobbleheads (Stemme)
- Keith Powell as Tuskegee Airman 1
- Craig Robinson as Tuskegee Airman 2
- Thomas Lennon som Orville Wright
- Robert Ben Garant som Wilbur Wright
- Jonah Hill som Brundun, Smithsonian Sikkerhedsvagt
- Mindy Kaling som tourguide på Smithsonian Museum
- Ed Helms som en af Larry's arbejdskolleger
- Alberta Mayne som Kissing Nurse
- The Jonas Brothers som stemmen af keruberne
- Jay Baruchel som Sailor Joey Motorola
- Thomas Morely som Darth Vader
- Crystal the Monkey som Dexter/Able